# Open de France Dames
Het Frans Open voor dames (Frans: Open de France féminin) is een golftoernooi voor vrouwen in Frankrijk, dat deel uitmaakt van de Ladies European Tour. Het toernooi werd opgericht in 1987 en vindt sindsdien plaats op de verschillende golfbanen in Frankrijk. Sinds 2011 wordt het toernooi georganiseerd onder de naam Lacoste Ladies Open de France met Lacoste als hoofdsponsor van dit toernooi.
Het toernooi wordt gespeeld in een strokeplay-formule met vier ronden en na de tweede ronde wordt de cut toegepast.

## Winnaressen
| Jaar                              | Golfbaan                      | Stad              | Winnares                | Score         | Score         | Info                           |
| --------------------------------- | ----------------------------- | ----------------- | ----------------------- | ------------- | ------------- | ------------------------------ |
| 1987                              | Golf de Fourqueux             | Fourqueux         | Liselotte Neumann       |               |               |                                |
| 1988                              | Golf de Fourqueux             | Fourqueux         | Marie-Laure Taya        |               |               |                                |
| Open de France Dames              |                               |                   |                         |               |               |                                |
| 1989                              | Golf de Fourqueux             | Fourqueux         | Suzanne Strudwick       |               |               |                                |
| 1990                              | Geen toernooi                 | Geen toernooi     | Geen toernooi           | Geen toernooi | Geen toernooi | Geen toernooi                  |
| 1991                              | Geen toernooi                 | Geen toernooi     | Geen toernooi           | Geen toernooi | Geen toernooi | Geen toernooi                  |
| 1992                              | Geen toernooi                 | Geen toernooi     | Geen toernooi           | Geen toernooi | Geen toernooi | Geen toernooi                  |
| VAR Open de France Dames          |                               |                   |                         |               |               |                                |
| 1993                              | Golf de Sainte Maxime         | Sainte-Maxime     | Marie-Laure de Lorenzi  | 220           | –3            |                                |
| 1994                              | Golf de Saint Endréol         | Le Muy            | Julie Forbes            |               |               |                                |
| Nestlé French Ladies Open         |                               |                   |                         |               |               |                                |
| 1995                              | Golf de Saint Endréol         | Le Muy            | Marie-Laure de Lorenzi  | 210           | –9            |                                |
| 1996                              | Golf d'Arras                  | Anzin-Saint-Aubin | Trish Johnson           | 200           | –19           |                                |
| 1997                              | Paris International Golf Club | Parijs            | Karen Lunn              | 281           | –7            |                                |
| 1998                              | Geen toernooi                 | Geen toernooi     | Geen toernooi           | Geen toernooi | Geen toernooi | Geen toernooi                  |
| Open de France Dames              |                               |                   |                         |               |               |                                |
| 1999                              | Paris International Golf Club | Parijs            | Trish Johnson           | 282           | –6            |                                |
| 2000                              | Golf d'Arras                  | Anzin-Saint-Aubin | Patricia Meunier-Lebouc | 271           | –17           |                                |
| 2001                              | Golf d'Arras                  | Anzin-Saint-Aubin | Suzann Pettersen        | 280           | –8            |                                |
| Open de France Crédit Mutuel Nord |                               |                   |                         |               |               |                                |
| 2002                              | Golf d'Arras                  | Anzin-Saint-Aubin | Lynnette Brooky         | 272           | –16           |                                |
| 2003                              | Golf d'Arras                  | Anzin-Saint-Aubin | Lynnette Brooky         | 274           | –14           |                                |
| Open de France Dames              |                               |                   |                         |               |               |                                |
| 2004                              | Golf d'Arras                  | Anzin-Saint-Aubin | Stéphanie Arricau       | 281           | –7            |                                |
| Vediorbis Open de France Dames    |                               |                   |                         |               |               |                                |
| 2005                              | Golf d'Arras                  | Anzin-Saint-Aubin | Veronica Zorzi          | 276           | –12           |                                |
| 2006                              | Golf d'Arras                  | Anzin-Saint-Aubin | Veronica Zorzi          | 281           | –7            |                                |
| 2007                              | Golf d'Arras                  | Anzin-Saint-Aubin | Linda Wessberg          | 277           | –11           |                                |
| 2008                              | Golf d'Arras                  | Anzin-Saint-Aubin | Anja Monke              | 278           | –10           |                                |
| Randstad Open de France           |                               |                   |                         |               |               |                                |
| 2009                              | Golf d'Arras                  | Anzin-Saint-Aubin | Nicole Gergely          | 275           | –13           |                                |
| Open de France Feminin            |                               |                   |                         |               |               |                                |
| 2010                              | Paris International Golf Club | Parijs            | Trish Johnson po        | 274           | –14           | Won de play-off van Diana Luna |
| Lacoste Ladies Open de France     |                               |                   |                         |               |               |                                |
| 2011                              | Paris International Golf Club | Parijs            | Felicity Johnson po     | 274           | –14           | Won de play-off van Diana Luna |
| 2012                              | Golf de Chantaco              | St Jean-de-Luz    | Stacey Keating          | 266           | –14           |                                |
| 2013                              | Golf de Chantaco              | St Jean-de-Luz    | Azahara Muñoz           | 266           | –14           |                                |
| 2014                              | Golf de Chantaco              | St Jean-de-Luz    | Azahara Muñoz           | 269           | –11           |                                |

| Toernooirecord |  | po = winnares na play-off |